# Шостий кілометр
Шостий кілометр (рос. Шестой километр) — селище у Всеволожському районі Ленінградської області Російської Федерації.
Населення становить 27 осіб. Належить до муніципального утворення Всеволожське міське поселення.

## Історія
Від 1 серпня 1927 року належить до Ленінградської області.

## Населення
1. Н/Д[2]

1. Н/Д[3]